# Chris Wright
Christopher Allen Wright (15 januari 1965) is een Amerikaans ingenieur en zakenman die sinds 2025 minister van Energie in het kabinet-Trump II is. Voor zijn benoeming was hij CEO van Liberty Energy en zat hij in de raad van bestuur van Oklo Inc., een bedrijf voor nucleaire technologie. 